# Förtext
| Förtext |
| --- |
| Förtexten till Farväl till vapnen från 1932. - Betydelse – inledande sekvens i film eller TV-program - Olika ord – förtext, förtexter, titelsekvens - Se även – eftertext |

En förtext (även titelsekvens eller förtexter) är en inledande sekvens i en film eller TV-program med olika faktatexter. Den kan vara mer eller mindre grafiskt utarbetad och åtföljs ofta av utdrag ur filmen/TV-programmet. En liknande men mer komplett textsamling i slutet av filmen eller TV-programmet benämns eftertext.

## Beskrivning
Förtexten till en film kan utgöra, eller föregås av, en prolog. Förtexten är en inledande sekvens av en film eller TV-program som presenterar filmens eller programmets titel, regissör, produktionsbolag, viktigare skådespelare i text, tillsammans med rörlig bild.
I exempelvis James Bond-filmerna är förtexterna musikvideor med en låt skriven för filmen.

## Historik
En förtext kan vara mer eller mindre sofistikerad, allt efter stil på filmen och den grafiske formgivarens kreativa förmåga.
Saul Bass var från 1950-talet en av de nyskapande förtextmakarna. Han gav förtexterna karaktären av logotyp, alternativ animerade dem på ett fyndigt sätt utan att avslöja för mycket av handlingen. Under 1960-talet bidrog förtexterna till James Bond-filmerna – producerade av Maurice Binder – att skapa James Bond-gestaltens karaktär. 
Numera är det kutym att i förtexten presentera filmtiteln samt ledande skådespelare och andra nyckelpersoner. Den kompletta listan över medverkande och övrig filmpersonal redovisas då under eftertexten.